# Yengo-Nationalpark
Der Yengo-Nationalpark (englisch Yengo National Park) ist ein 489 km² großer Nationalpark in New South Wales, Australien, etwa 100 km nordwestlich von Sydney. Er befindet sich im Gebiet der Blue Mountains, das im Jahr 2000 zum Weltnaturerbe erklärt wurde, und schließt dort unmittelbar östlich an den Wollemi-Nationalpark an; getrennt von der Putty Road.

## Lage und Zugang
Der Park mit einer Länge von über 70 km und einer Breite von bis zu 40 km befindet sich in der Mitte des von den Städten Sydney, Lithgow und Singleton aufgespannten Dreiecks. Dabei ist der Westteil des Parks über die Putty Road (State Route 69) von Windsor aus zugänglich. Der Ostteil des Parks kann von Wisemans Ferry über die Settlers Road erreicht werden. Durch den Park selbst führen zahlreiche Wege, die allerdings in den meisten Fällen nur mit Allradfahrzeugen befahren werden können.

## Geologie
Im Yengo-Nationalpark hat sich der Macdonald River tief und in weiten Mäandern in ein Sandsteinplateau eingeschnitten.  So bildete sich entlang der Flussläufe das typische Labyrinth aus steil aufragenden Felskämmen und tiefen Schluchten. Das mit 230 Millionen Jahren älteste Gestein, das dabei zum Vorschein kommt, stammt aus der Narrabeen Group. Darüber folgen verschiedene Schiefer-, Sandstein- und Konglomeratschichten bis zur obersten Schicht, die etwa zwei Drittel des Parks bedeckt, dem Hawkesbury-Sandstein. Im restlichen Drittel wird er von einer tertiären Basaltschicht überdeckt. Daraus bestehen etwa die dominanten Erhebungen des Mount Yengo (668 m) und des Mount Wareng (594 m).

## Flora und Fauna

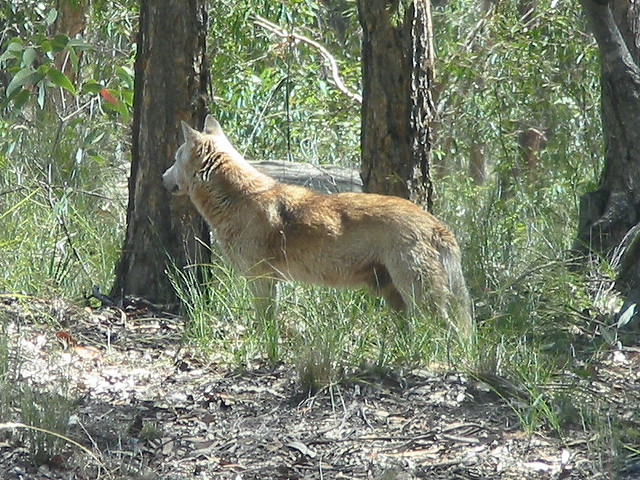
Dingo im Nationalpark

Gegenüber der Küste und den weiter westlich, höher gelegenen Teilen der Blue Mountains erhält der Park eine relativ geringe Niederschlagsmenge. Die Vegetation auf den Hochebenen und den nordwestlichen Hanglagen besteht daher meist aus niedrigem Wald mit Hartlaubbewuchs. In den feuchteren Gebieten, vor allem an den Südhängen und im östlichen Teil, finden sich auch Bestände mit hohem Eukalyptuswald, in kleinen Nischen an geschützten Wasserstellen und Schluchten gedeiht vereinzelt gemäßigter Regenwald.
Im Park wurden 43 Spezies von Beuteltieren gezählt, darunter auch die vom Aussterben bedrohten Bürstenschwanz-Felskängurus. Neben dem ebenfalls vom Aussterben bedrohten Warzenhonigfressern existieren im Park noch weitere 128 Vogel-, mehr als 17 Amphibien- und über 37 Reptilienarten.

## Geschichte
Das Land wurde früher von Aborigines bewohnt. Im Norden waren es der Stamm der Wonaruah; im Süden die Darkinjung. Zwei Stellen mit Kunst der Aborigines können besichtigt werden: Burragurra und Finchley. An beiden Stellen befinden Petroglyphen im Stil der Sydney-Felsgravuren.